# 15-я кавалерийская дивизия (РСФСР)
15-я кавалери́йская диви́зия — соединение кавалерии РККА, созданное во время Гражданской войны в России в 1920 году в составе армии и конного корпуса. Являлось манёвренным средством в руках фронтового и армейского командования для решения оперативных и тактических задач.

## История формирования
15-я кавалерийская дивизия состояла большей частью из кубанцев.
С 14 мая по 8 июня 1920 года 15-я кавалерийская дивизия в составе 15-й армии принимала участие в Майском наступлении войск Западного фронта Красной армии в ходе Советско-польской войны 1919—1921 против польских войск, действовавших на белорусском направлении.
25 мая 1920 года, у местечка Богушевичи, 59-й Оренбургский казачий полк 15-й кавалерийский дивизии во главе со своим командиром перешёл к полякам. Как выяснилось позднее, часть командного состава 59-го полка имела родных и близких в Польше, а у командира полка брат служил в Польской армии на офицерской должности.
В период формирования 3-го конного корпуса 15-я кавалерийская дивизия была весьма малочисленна.

## Боевой состав 15-й кавалерийской дивизии
На 25 июня 1920 года:
- 995 сабель[1]
- 19 пулемётов[1]
- 8 лёгких орудий[1]

## Командный состав 15-й кавалерийской дивизии

### Начальники дивизии
Комдивы:
- В.И. Матузенко
- Чугунов

### Начальники штаба дивизии
Наштадивы:
- Карпенко

### Военкомы дивизии
Военкомдивы:
- Петров

## Командный состав бригад 15-й кавалерийской дивизии
1-я бригада: (комбриг Давыдов, Пётр Михайлович)
85-й кав. полк (комполка Поспелов)
86-й кав. полк (комполка Нетыкса)
2-я бригада:
Комбриг — Уединов
87-й кав. полк.
88-й кав. полк (комполка Мажевский)
3-я бригада: (28.07.20 передана в 15-ю армию РККА)
89-й кав. полк (комполка Смирнов)
90-й кав. полк (комполка Балашев)